# Sapo-canadense
O Sapo-canadense (nome científico: Anaxyrus hemiophrys, antiga nomenclatura: Bufo hemiophrys) é uma espécie de anuro da família Bufonidae. É nativo do centro-sul do Canadá ao centro-norte dos Estados Unidos.
Habita pastos, pradarias, planícies e parques temáticos; locais com solo macio. Podem ser encontrados na água ou em tocas quando estão inactivos. Depositam seus ovos em lagos, lagoas, pântanos, córregos calmos, buracos e em valas na estrada.